# Mazus
Mazus ist eine ostasiatische Pflanzengattung. Die Gattung wurde traditionell/früher zur Familie der Braunwurzgewächse (Scrophulariaceae) gerechnet. In der aktuellen Systematik, die auf Gensequenzanalysen beruht, gehört die Gattung aber in die Familie Mazaceae.

## Beschreibung
Es handelt sich um relativ kleine, ein- bis mehrjährige krautige Pflanzen, die aufrecht bis niederliegend wachsen und an den Blattknoten wurzeln können.
Die unteren Laubblätter stehen in einer Rosette oder sind quirl- oder gegenständig, die oberen bei vielen Arten wechselständig. Die Blätter sind langsam in den Blattgrund verschmälert bzw. die Blattstiele sind geflügelt.
Die Blüten stehen in endständigen und meist einseitswendigen traubigen Blütenständen. Die zwittrigen, zygomorphen Blüten sind meist fünfzählig. Der grüne Kelch ist trichter- bis glockenförmig und meist tief in fünf Kelchzipfel gespalten. Die Kronblätter sind zu einer Kronröhre (sie kann röhrig bis glockenförmig sein) verwachsen. Die Unterlippe der Blütenkrone ist dreilappig und flach nach vorne oder unten ausgebreitet. Dabei sind die beiden Seitenlappen meist deutlich größer, als der Mittellappen. Über dem Mittellappen befinden sich zwei längliche, längsliegende, oft farblich abgehobene Ausbeulungen. Die Oberlippe ist meist deutlich kürzer als die Unterlippe. Sie ist zweilappig, wobei die beiden Lappen bei den meisten Arten nur kurz und schmal lanzettlich sind, und die Oberlippe schon vor dem Beginn der Lappen verschmälert ist. Meist sind vier Staubblätter ausgebildet. Der oberständige Fruchtknoten besteht meist aus zwei verwachsenen Fruchtblättern, die Narbe ist zweilappig.
Es werden Kapselfrüchte gebildet, die winzige Samen enthalten.

## Verbreitung und Standortansprüche
Die Gattung kommt in Ost- und Südasien sowie Australien vor (nach Norden bis nach Japan und Russland, nach Süden bis Neuseeland, und nach Westen bis nach Indien).
Mazus pumilus und Mazus miquelii sind an einigen Stellen in Nordamerika eingebürgert.
Die verschiedenen Arten besiedeln recht unterschiedliche Lebensräume wie Straßenränder, Felsen an der Meeresküste oder Almen. Die meisten Arten kommen aber in feuchten Gebieten des Flachlands oder in Bergregionen vor.

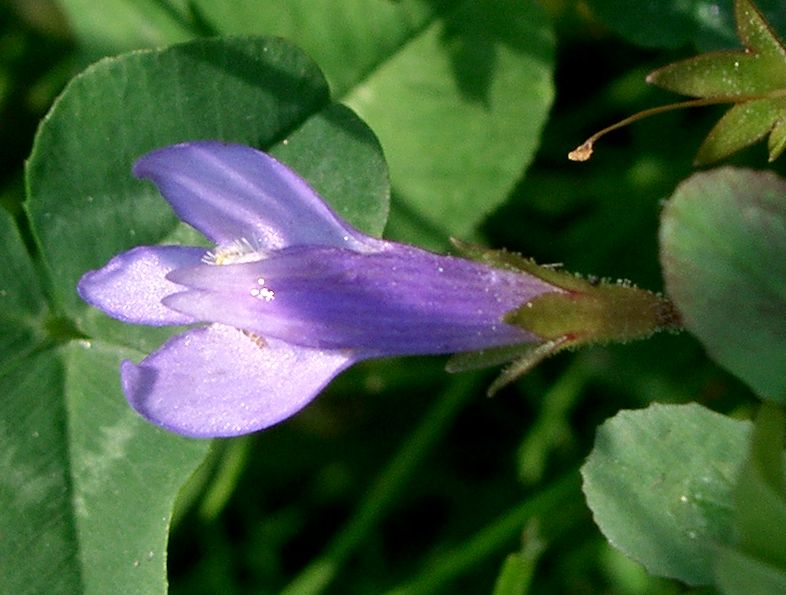
Mazus miquelii

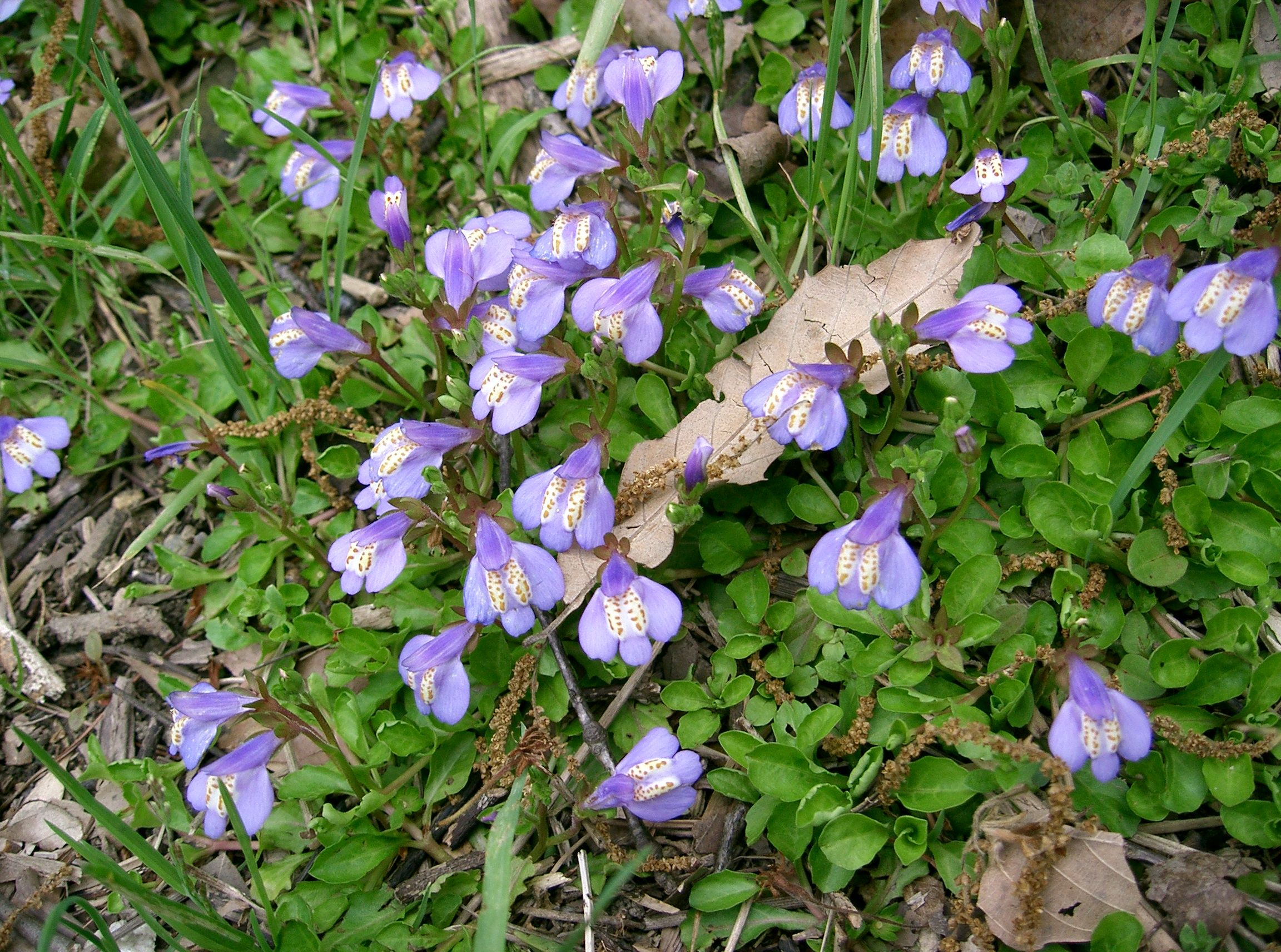
Mazus miquelii

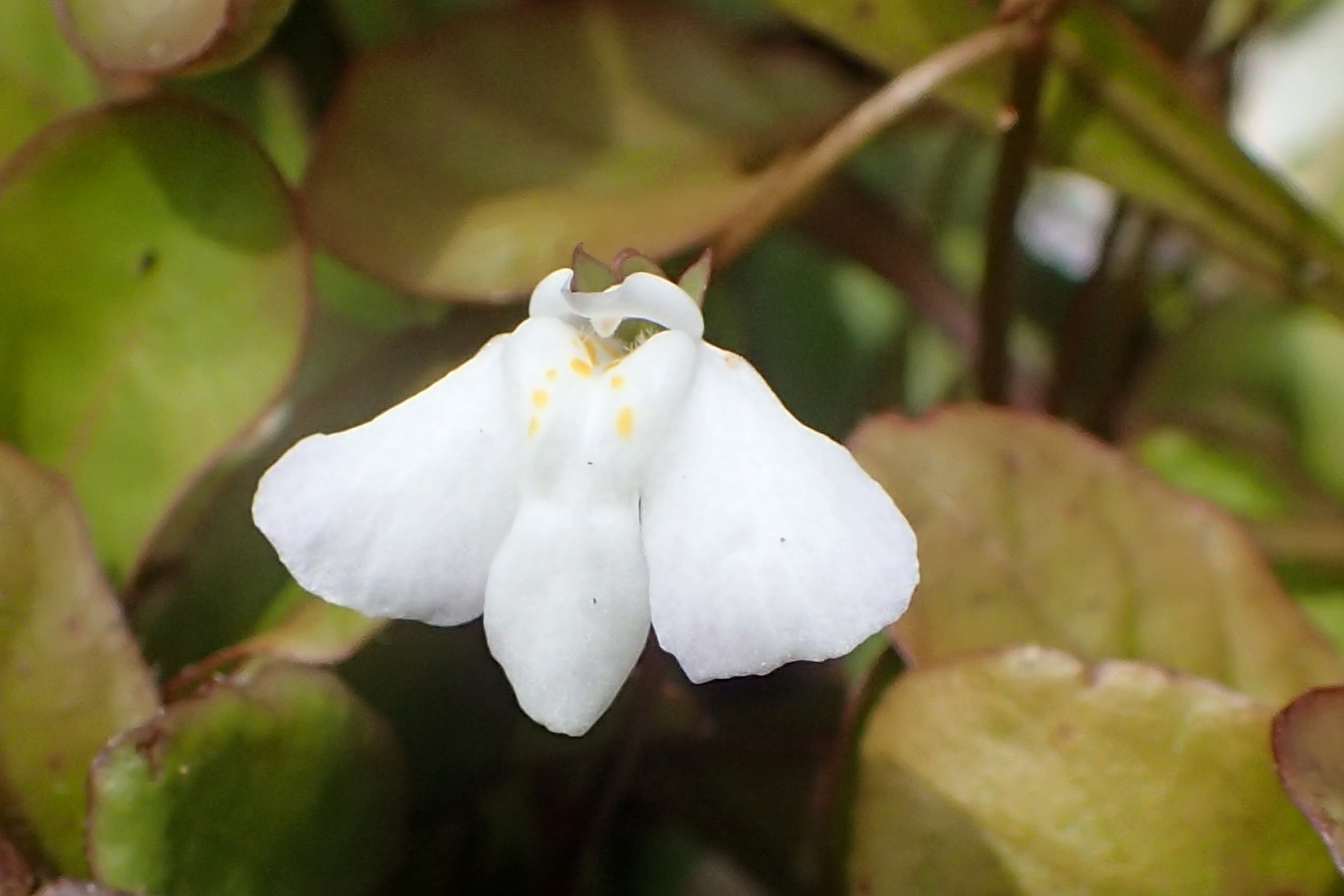
Mazus novae-zeelandiae

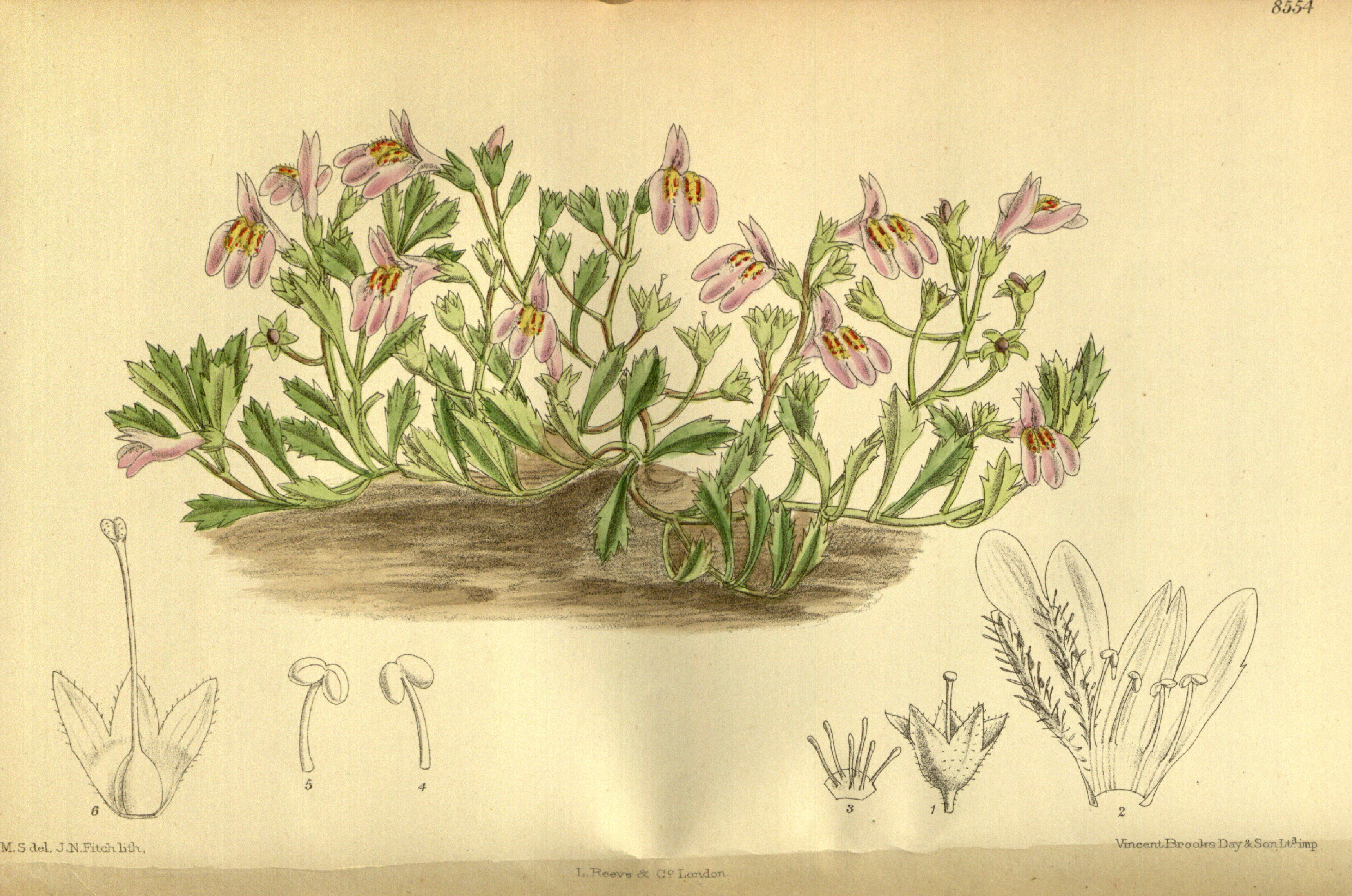
Lippenmäulchen (Mazus reptans), Illustration

## Arten (Auswahl)
Die Gattung Mazus besteht aus rund 30 bis 35 Arten. Hier eine Auswahl:
- Mazus alpinus Masam.: Sie kommt in Taiwan vor.[3]
- Mazus caducifer Hance: Sie kommt in den chinesischen Provinzen Anhui, Jiangxi und Zhejiang vor.[3]
- Mazus celsioides Hand.-Mazz.: Sie kommt in Xizang und Yunnan vor.[3]
- Mazus fauriei Bonati: Sie kommt in Japan und im nördlichen Taiwan vor.[3]
- Mazus fukienensis Tsoong: Sie kommt in Fujian vor.[3]
- Mazus gracilis Hemsl.: Sie kommt in China vor.[3]
- Mazus henryi Tsoong: Sie kommt in Laos und Yunnan vor.[3]
- Mazus humilis Hand.-Mazz.: Sie kommt in Guangxi, im südwestlichen Sichuan und im nordwestlichen Yunnan in Höhenlagen zwischen 2500 und 3500 Metern vor.[3]
- Mazus kweichowensis Tsoong & H.P. Yang: Sie kommt nur im südöstlichen Guizhou vor.[3]
- Mazus lecomtei Bonati: Sie kommt in Sichuan und Yunnan vor.[3]
- Mazus longipes Bonati: Sie kommt in Guizhou und Yunnan vor.[3]
- Mazus miquelii Makino, eine Art aus dem Osten Chinas und Japan, die im Osten Nordamerikas eingebürgert ist.
- Mazus novaezeelandiae W.R.Barker: Sie wurde aus Neuseeland beschrieben.
- Mazus oliganthus H.L. Li: Sie kommt im nordöstlichen Yunnan in Höhenlagen zwischen 2500 und 3000 Metern vor.[3]
- Mazus omeiensis H.L. Li: Sie kommt in Guizhou und in Sichuan vor.[3]
- Mazus procumbens Hemsl.: Sie kommt im westlichen Hubei vor.[3]
- Mazus pulchellus Hemsl.: Sie kommt in Hubei, Sichuan und Yunnan vor.[3]
- Mazus pumilio R. Br.: Sie kommt in Australien und in Neuseeland vor.[4]
- Mazus pumilus (Burm. f.) Steenis(Syn.: Lindernia japonica Thunb.; Lobelia pumila Burm. f., Mazus japonicus (Thunb.) Kuntze), eine Art, die von den gemäßigten Breiten bis in die Tropen von Asien verbreitet und in Nordamerika eingebürgert ist.
- Mazus radicans Cheeseman, Heimat: Neuseeland, wird manchmal als Zierpflanze angeboten
- Lippenmäulchen (Mazus reptans N.E. Br.), eine kriechende Art aus dem Himalaya, die wegen ihrer lavendelfarbenen, auf den Unterlippenausbeulungen weiß und gelb gepunkteten Blüten ebenfalls manchmal als Zierpflanze verwendet wird.
- Mazus rockii H.L. Li: Sie kommt im nordwestlichen Yunnan in Höhenlagen zwischen 2500 und 3400 Metern vor.[3]
- Mazus saltuarius Hand.-Mazz.: Sie kommt in Hunan und Jiangxi vor.[3]
- Mazus solanifolius Tsoong & H.P. Yang: Sie kommt im südwestlichen Sichuan vor.[3]
- Mazus spicatus Vaniot: Sie kommt in China vor.[3]
- Mazus stachydifolius (Turcz.) Maxim.: Sie kommt in China, Korea, in der Mongolei und in Russland vor.[3]
- Mazus sunhangii Zhang & Deng: Sie kommt in Mittelchina vor.[1]
- Mazus surculosus D. Don: Sie kommt in Indien, Kaschmir, Nepal, Sikkim, Bhutan, in Sichuan und in Tibet vor.[3]
- Mazus tainanensis C.X. Xie: Sie wurde aus Taiwan erstbeschrieben.[3]
- Mazus xiuningensis X.H. Guo & X.L. Liu: Sie kommt im südöstlichen Anhui vor.[3]